# Trixie Whitley
Trixie Whitley, född 24 juni 1987 i Gent, Belgien, är en belgisk-amerikansk sångare och multiinstrumentalist. Som dotter till singer-songwritern Chris Whitley började hon sin musikaliska karriär med att framträda med sin pappa och medverkade på flera av hans album. Whitley släppte sitt första album 2013.

## Biografi
Trixie Whitley föddes i Gent i Belgien. Som ettåring flyttade hon med sin mamma Hélène Gevaert till New York där hennes pappa, musikern Chris Whitley bodde. Redan vid två års ålder var hon uppfylld av musik och konst och var med i några av världens mest kända studior, bland andra Electric Lady Studios. Trixie började spela trummor när hon var 10. Vid 11 turnerade hon i Europa med flera teatersällskap och vid 14 med danssällskapet "Les Ballets C de la B" som skådespelare, sångare, dansare och musiker. Under samma period blev Trixie också känd som DJ i Europa, knuten till Belgiens Museum of Modern Art. Hon spelade på ravefester och festivaler i Bryssel, Paris, New York och Amsterdam.
Efter sin tid med Les Ballets C de la B och andra scenkonstkollektiv i Europa flyttade hon vid 17 års ålder tillbaka till New York City. Hon började uppträda med sin egen musik på klubbar runt om i staden.

## Musikkarriär
Efter sin pappas bortgång 2005 fortsatte hon att skriva och spela in sitt eget material. Våren 2008 släppte hon sin första EP, Strong Blood, producerad tillsammans med Meshell Ndegeocello och Dougie Bowne. Samma sommar blev hon inbjuden att framföra två shower på Montreal International Jazz Festival. Hon fortsatte att samarbeta med musiker och producenter som bland andra Marc Ribot, Robert Plant, Stephen Barber, Marianne Faithfull, Joe Henry, Craig Street och Malcolm Burn.
I slutet av 2008 bjöd musikern och producenten Daniel Lanois in Trixie till Berklee College of Music där han höll kurs under några dagar. Kursen avslutades med en inspelning med Daniel och utvalda Berklee-studenter. Han tog med sig Trixie som sångerska och de spelade in hennes låt "I'd Rather Go Blind" tillsammans med trummisen Brian Blade. Sessionen filmades och blev omtalad i musikkretsar. Strax därefter bildade Trixie, Lanois och basisten Daryl Johnson supergruppen Daniel Lanois Black Dub.

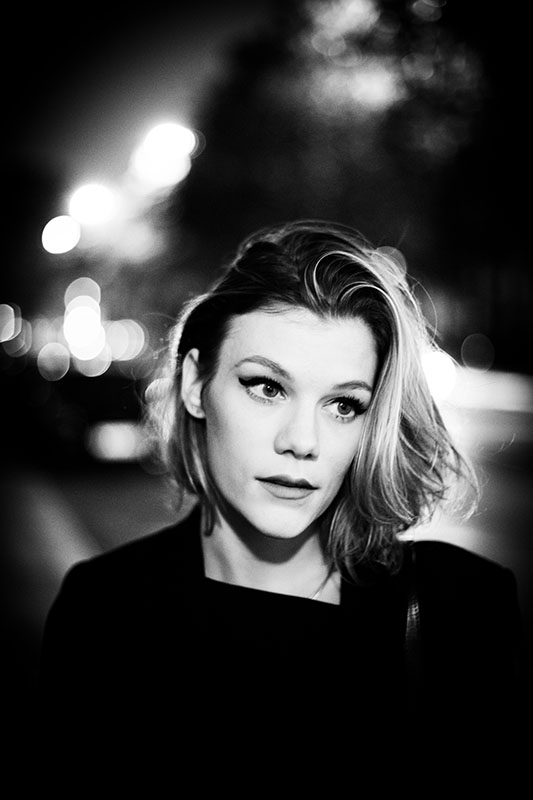
Publikt pressfoto av Trixie Whitley inför albumet Porta Bohemica (9 september 2015).

Under 2010 och 2011, medan hon turnerade internationellt med bandet och som soloartist, erbjöds hon huvudrollen i två independent-långfilmer som hon tackade nej till på grund av turnéschemat. Samtidigt med Black Dub-studiosessionerna spelade hon också in sin andra solo-EP, The Engine. I slutet av 2011 släppte hon Live at the Rockwood Music Hall, en EP med fem låtar från hennes soloframträdande på Rockwood i New York City.
I början av 2012 återvände Trixie till studion för att avsluta sitt debutalbum, Fourth Corner med producenten Thomas Bartlett och ljudteknikern Pat Dillett, med stråkarrangemang av Rob Moose .  Sommaren innan albumsläppet intog Trixie scenen på festivaler som Bonnaroo, SXSW, och Celebrate Brooklyn.
Under november och december 2012 gjorde hon sin första amerikanska soloturné. Hennes kritikerrosade debutalbum släpptes i början av 2013, och under hela det året turnerade hon i Europa och USA.
Hennes tredje soloalbum, Lacuna, släpptes i mars, 2019. 

## Utmärkelser
I början av 2016 nominerades Trixies album Porta Bohemica till IMPALAs European Independent Album of the Year.